# Józefowo (Janowo)
Józefowo (dawniej: niem. Fünfte Trift, Ellerwald V. Trift) – nieoficjalna nazwa części wsi Janowo w Polsce położone w województwie warmińsko-mazurskim, w powiecie elbląskim, w gminie Elbląg na obszarze Żuław Elbląskich.
W 1852 miejscowość liczyła 328 mieszkańców, w 1885 - 307, w 1905 - 272, w 1910 - 254, w 1933 - 245, a w 1939 - 252. 
W 1910 samodzielna gmina w powiecie elbląskim. W 1944 samodzielna wieś w powiecie elbląskim wiejskim.
W latach 1975–1998 miejscowość administracyjnie należała do województwa elbląskiego.
W XIV-XVI w. obszar wsi wchodził w skład dużego podmokłego lasu olchowego Ellerwald, należącego do Elbląga. Wieś wzmiankowana po raz pierwszy w 1580, a więc 15 lat po parcelacji terenu między mieszczan Starego Miasta Elbląga. W XVI miejsce osadnictwa olęderskiego i mennonickiego. Okoliczne zabudowania noszą wyraźne ślady wpływu holenderskiego, a szczególnie fryzyjskiego. Zabudowa wsi rozproszona, rzędowa, na terpach, skupiona wzdłuż drogi wytyczonej na osi wschód-zachód.